# Рефракція світла в атмосфері

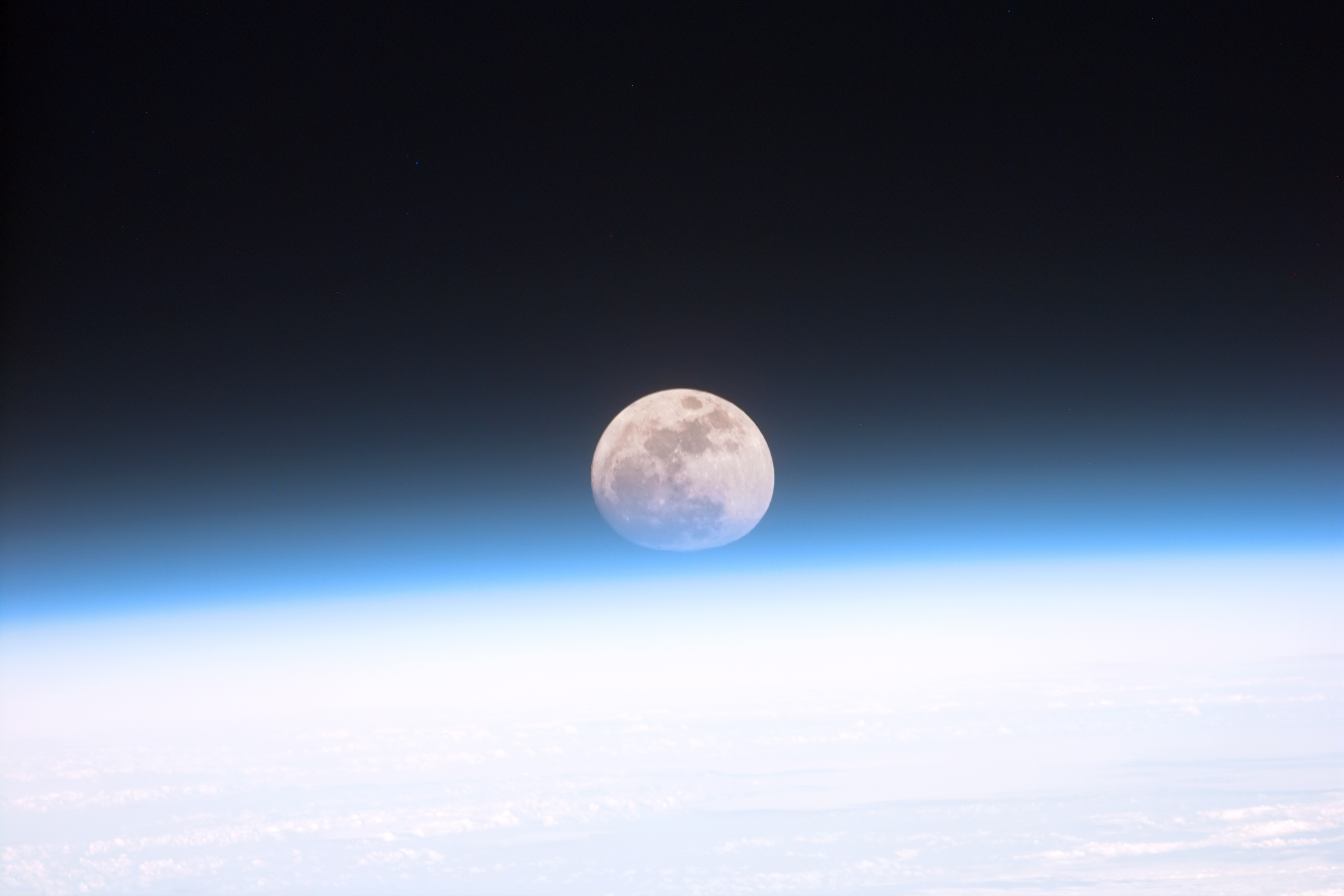
Ілюзія відхилення форми Місяця над обрієм від сферичної

Рефракція світла в атмосфері — явище позірного зміщення об'єктів, що спостерігаються крізь товщу атмосфери. Як відомо, світло, наприклад від зорі, перш ніж потрапити в око спостерігача, проходить земну атмосферу, де частково розсіюється, частково заломлюється й поглинається. Внаслідок цього первісний характер випромінювання дещо зміниться.
Атмосфера, нижні шари якої густіші, діє на світло, що надходить від небесних світил, як лінза із змінним показником заломлення. Тому світло в міру проникнення в земну атмосферу заломлюється нею дедалі сильніше. Внаслідок цього світловий промінь викривляється. А це означає, що всі небесні об'єкти, за винятком тих, які перебувають у зеніті, здаються на небі вище, ніж є насправді. Світила нібито зміщується до зеніту на деякий кут. Тому при визначені висоти зір та інших небесних об'єктів потрібно враховувати поправку на атмосферну рефракцію, величина якої може досягати 35'.
Внаслідок рефракції схід світил спостерігається дещо раніше, а захід - пізніше, порівняно з тим, якби не було атмосфери. Для об'єктів поблизу горизонту, світло від яких проходить значну товщу атмосфери, рефракція проявляється найсильніше. Наприклад, Сонце, видимий кутовий діаметр якого близько 30', коли сходить або заходить, здається трохи більшим і дещо стиснутим. Завдяки рефракції день продовжується на кілька хвилин порівняно з тим, якби не було атмосфери.
Поряд із заломленням світла в атмосфери має місце і його розсіювання. Подібно до того, як аркуш білого паперу або матове скло розсіюють світло, що падає на них, так і частинки пилу в атмосфері й навіть її молекули частково розсіюють сонячні промені. Внаслідок цього наше небо має блакитний колір. Справа в тому, що дрібні тверді частинки атмосфери, її молекули ефективніше розсіюють фіолетове світло короткої довжини хвилі, ніж червоне, довжина хвилі якого більша. Тому біле світло, входячи в земну атмосферу, червоніє, втрачаючи фіолетові промені, які атмосфера немовби «з'їдає». Забране атмосферою фіолетове та синє світло розсіюється в ній, що зумовлює блакить земного неба. Якби не це розсіювання сонячного світла на частинках атмосфери, небо здавалося б чорним, таким, яким його бачили космонавти, літаючи на космічних кораблях. Надлишок червоних променів у світлі, що доходить до земного спостерігача, зумовлює також червоний або рожевий колір Сонця при його заході.